# Pilgerberg
Der Pilgerberg ist ein 2050 m hoher Berg im ostantarktischen Viktorialand. Er ragt östlich des Jenagletschers  und nördlich des Andersson Ridge am südlichen Ende der Eisenhower Range auf.
Wissenschaftler der GANOVEX V (1988–1989) benannten ihn nach dem deutschen Geologen Andreas Pilger (1910–1997).